# Ahar
Ahar (em persa: اهر) é uma cidade no distrito central do condado de Ahar, na província do Azerbaijão Oriental, no Irã. Segundo o censo de 2016, havia 100 641 habitantes.

## História
Ahar é uma das cidades antigas da região do Azerbaijão. Nos séculos XII e XIII, era um emirado menor e de curta duração, mas próspero, governado pela dinastia pisteguínida de origem georgiana (1155–1231). Iacute de Hama, escrevendo no início do século XIII, descreve Ahar como muito próspera, apesar de sua pequena extensão. A cidade perdeu a maior parte de sua importância durante o tempo do Ilcanato (1256–1335/53). No tempo do Império Safávida (1501–1736), a cidade foi cobiçada pelos iranianos como ponte à subjugação do Azerbaijão. Nesse sentido, o xá Abas I (r. 1588–1628) patrocinou a reconstrução do mausoléu de Xeique Xiabadim.
Ahar sofreu muito durante a Guerra Russo-Persa de 1804–1813 e na Guerra Russo-Persa de 1826–1828. Viajantes ocidentais no período de 1837-1843 encontraram-na como uma cidade com cerca de 700 famílias, em péssimas condições. Sua impressão era de que os príncipes do Império Cajar (1789–1925), que foram despachados como governadores do Canato de Caradague com centro de Ahar, apressaram-se em coletar o máximo de riqueza possível antes de sua remoção.
Ahar foi um dos epicentros da Revolução Constitucional Persa devido ao envolvimento das tribos de Caradague em conflitos armados; os campos revolucionário e antirrevolucionário foram liderados, respectivamente, por Sattar Khan e Rahimkhan Chalabianlu, ambos da região de Caradague. Quando em 1925 Reza Xá depôs Amade Cajar (r. 1909–1925) e fundou a dinastia Pálavi, o declínio gradual de Ahar começou. O novo rei insistiu no nacionalismo étnico e no unitarismo cultural e implementou suas políticas com destribalização forçada e sedentarização. Ele renomeou Caradague como Arasbarã para negar a identidade turca dos habitantes. Esta política, em particular, resultou na supressão dos azeris étnicos.